# 科景
科景（Sciscape）是1999年於台灣成立的非營利專業科學新聞網站，創站者羅中泉現為清華大學生物資訊與結構生物研究所助理教授。科景新聞網提供以自然科學、生命科學為主的相關新聞報導。

## 大事記[1]
Sciscape從一個個人網站開始，發展成一個擁有數十位各科學領域研究生支援的網站。早期以節譯外文網站的新聞內容為主，目前則更強調報導的原創性，目前科景已經成長為國內最大的專業科學網站之一，並且透過CC授權，將其文章內容授權給其他科學網站或政府與學術單位轉載。
- 1999年4月：Sciscape成立，架站於站長私人機器上
- 1999年8月：開始徵求義務編輯編輯
- 2000年5月：發表第一百篇報導
- 2000年6月：開始授權新聞予其他科學網站
- 2001年1月：開闢全球新聞綜覽專欄
- 2001年2月：開辦電子報
- 2001年8月：平均每日瀏覽人次突破一千人，頁數突破三千頁
- 2002年8月：主機搬遷到台大物理系主機
- 2005年1月：主機搬遷至Quadsys network

由於志氣相投，麻省理工學院開放式課程中譯計劃主持人朱學恆在曾經為文協助宣傳此站。

## 報導內容
科景新聞網的編輯會編寫以下文章：

### 以文章型態分類
- 新聞報導：科景新聞網自己撰寫的科學新聞。
- 全球新聞綜覽：簡介全球權威新聞來源，如科學，紐約時報等科學相關的報導。
- 專題文章：對某個科學主題做深度探討。

### 以報導學科分類
- 天文
- 物理
- 化學
- 生命科學
- 醫學
- 地球科學
- 應用科學
- 其它領域（包含：考古，人類學，數學，科學相關政策...等）
- 國內學界（即將開闢此分類）

科景新聞資料曾經被人間福報引用來撰寫諾貝爾獎得主高錕的報導。

## 外部連結
- 科景新聞網 （页面存档备份，存于）